# Саранча
Саранча́, акриды — несколько видов насекомых семейства настоящие саранчовые (Acrididae), способных образовывать крупные стаи (численностью до сотен миллионов особей), мигрирующие на значительные расстояния. Особенностью биологии саранчи является наличие двух фаз — одиночной и стадной, различающихся морфологией и особенностями поведения.
Саранча отличается от кузнечиков и сверчков длиной усиков: они у неё короче. Длина тела саранчи колеблется от 1 см у луговой саранчи до 10 см у пустынной саранчи. Саранча живёт от 8 месяцев до 2 лет.

## Этимология
Слово заимствовано из тюркских языков (согласно этимологическому словарю Фасмера из тюрк. sarynča — то же, производного от sary(ɣ) «жёлтый» (ср. тур. sarı), saryǯа «желтоватый»; ср. кыпч. sarynčqa — то же, saryǯqa (XIII век)).  

## Виды
Саранча встречается практически повсеместно, за исключением самых холодных районов.
Выделяют несколько видов саранчи, относящихся к трём подсемействам:
- Cyrtacanthacridinae
  - Anacridium melanorhodon — Восточная Африка, юго-запад Аравийского полуострова.
  - Anacridium wernerellum — Восточная Африка.
  - Nomadacris septemfasciata — Красная саранча — Южная Африка.
  - Nomadacris succincta — Юго-Западная Азия.
  - Schistocerca americana — Южная Америка.
  - Schistocerca gregaria — Пустынная саранча — Северная Африка, Аравийский полуостров, Индостан.
  - Schistocerca piceifrons — Центральная Америка.
- Oedipodinae
  - Chortoicetes terminifera — Австралия.
  - Locusta migratoria — Саранча перелётная — Южная Европа, Африка, Юг России, Китай, Япония, Австралия.
  - Locustana pardalina — Бурая саранча — Южно-Африканская Республика, Мозамбик.
- Gomphocerinae
  - Dociostaurus maroccanus — Марокканская саранча — Средиземноморье, Ближний Восток, Средняя Азия.

Ещё один вид Melanoplus spretus, обитавший в районе Скалистых гор в США, вымер в конце XIX века.

## Фазы саранчи
Стадная и одиночная (кобылки) фазы саранчи имеют значительные различия, как во внешнем виде и физиологии, так и в характере поведения. Две эти фазы различаются настолько, что представители одиночной и стадной фазы Locusta (=Pachytylus) были описаны К. Линнеем как два вида L. danica и L. migratoria соответственно (вообще же в XIX — начале XX в. некоторые систематики насчитывали до 10 видов в роде Locusta).
Саранча одиночной фазы обычно имеет защитную окраску, хорошо выраженный половой диморфизм и ведёт малоактивный (по крайней мере на стадии личинки) одиночный образ жизни. Насекомые стадной фазы окрашены более ярко и контрастно, морфологически имаго более приспособлены к полёту. Саранча в этой фазе ведёт себя намного более активно, образуются кулиги личинок или стаи имаго. В стадной фазе практически отсутствует половой диморфизм.
В одиночной фазе саранча существует, когда для сохранения популяции достаточно пищи. Когда пищи начинает не хватать (наиболее часто это происходит в жаркие сухие годы), саранча откладывает «походное» потомство, которое собирается в большие скопления, они претерпевают значительные метаморфозы — увеличивается размер тела и крыльев, и кобылки превращаются в саранчу. Сигнальным фактором для такого преобразования служит плотность популяции. Экспериментально показано, что для того, чтобы у оседлой саранчи родилось такое потомство, достаточно расставить на её участке зеркальца. Видя много своих отражений и конфликтуя с ними, саранча откладывает яйца с активированной альтернативной «походной» программой.
Согласно последним исследованиям, кобылки превращаются в саранчу из-за дефицита белка. При этом одни из них становятся саранчой, нападая на богатых белком сородичей, а другие — убегая от хищных сородичей. По пути те и другие подкрепляют свои силы, потребляя углеводосодержащий корм (то есть всю доступную растительность).

## Взаимоотношения с людьми и животными

### Древность

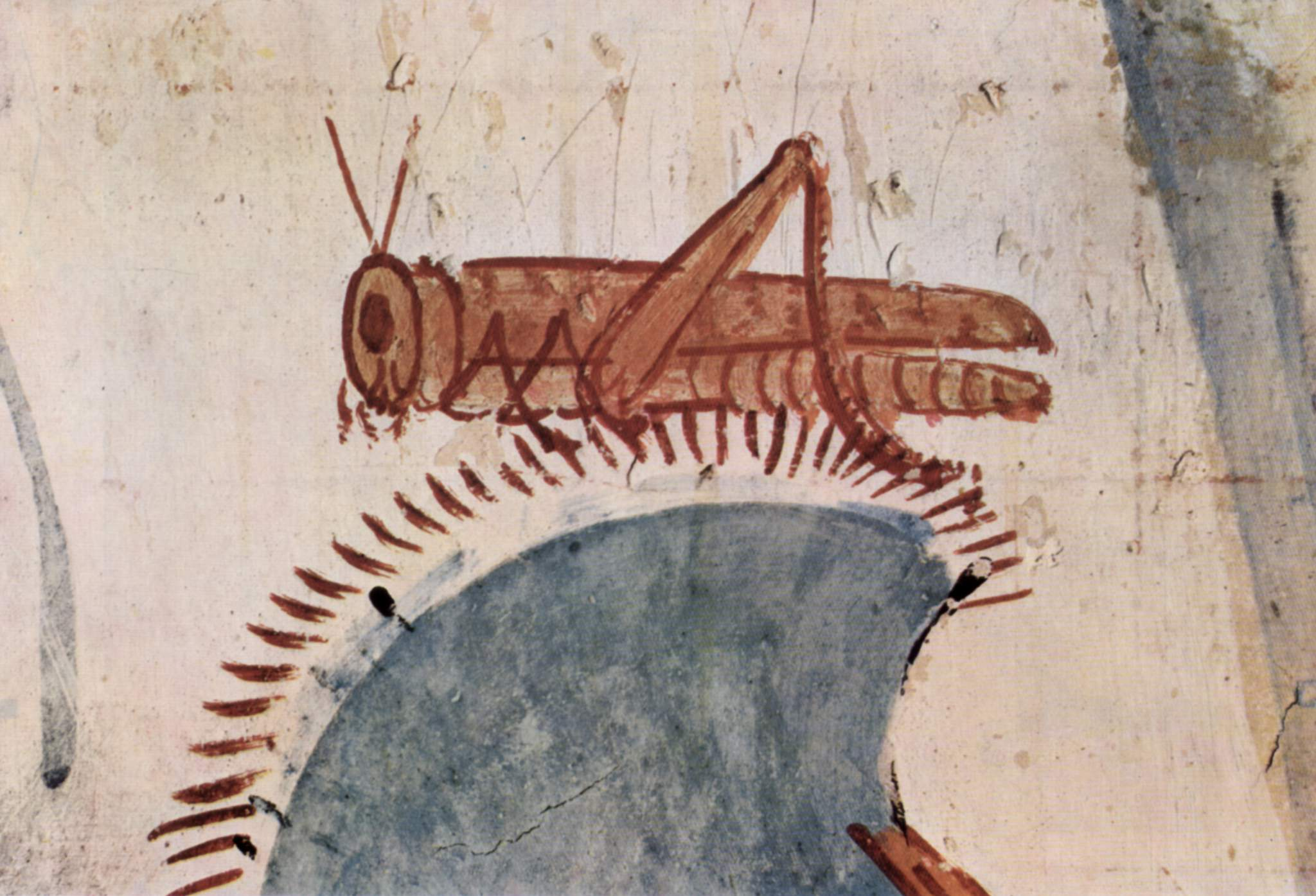
Изображение саранчи в гробнице Хоремхеба, XV век до н. э.

Изучение литературы показывает, насколько распространёнными были нашествия саранчи на протяжении истории. Насекомые появлялись неожиданно, часто после смены направления ветра или погоды, и последствия были разрушительными. Древние египтяне вырезали саранчу на гробницах в период с 2470 по 2220 год до нашей эры. Опустошительная чума в Египте упоминается в Книге Исход в Библии.
Упоминается в:
- эпосе Махабхарата (нашествие)[8]
- Иллиада (описывается, как саранча умеет улетать от огня).[9],
- Каран (нашествие).[10]
- Библия.
  - Нападение саранчи — восьмая египетская казнь, знамение для фараона, чтобы тот разрешил Моисею вывести народ из Египта (Исх. 10:13).
  - Саранча была пищей в пустыне для Иоанна Крестителя (Мф. 3:4).
  - Саранча выходит из дыма на землю в откровении Иоанна Богослова (Отк. 9:3).

В IX в. китайская Империя Тан имела чиновников по борьбе с саранчой. В Новом Завете говорится, что Иоанн Креститель выжил в пустыне, питаясь саранчой и диким медом; а саранча с человеческими головами появляется в Книге Откровения.
Аристотель изучал саранчу и её размножение, а Тит Ливий описал опустошительную чуму в Капуе в 203 г. до н. э. Он упомянул начавшиеся после нашествия саранчи эпидемии, которые он связал со зловонием от разлагающихся трупов насекомых; теория о связи вспышек человеческих болезней с нашествиями саранчи была широко распространена. Моровая язва в северо-западных провинциях китайской империи Цзинь в 311 г. н. э., которая убила 98 % местного населения, была приписана саранче и могла быть вызвана увеличением численности крыс (и их блох), которые пожирали тушки саранчи.

## Нашествия саранчи

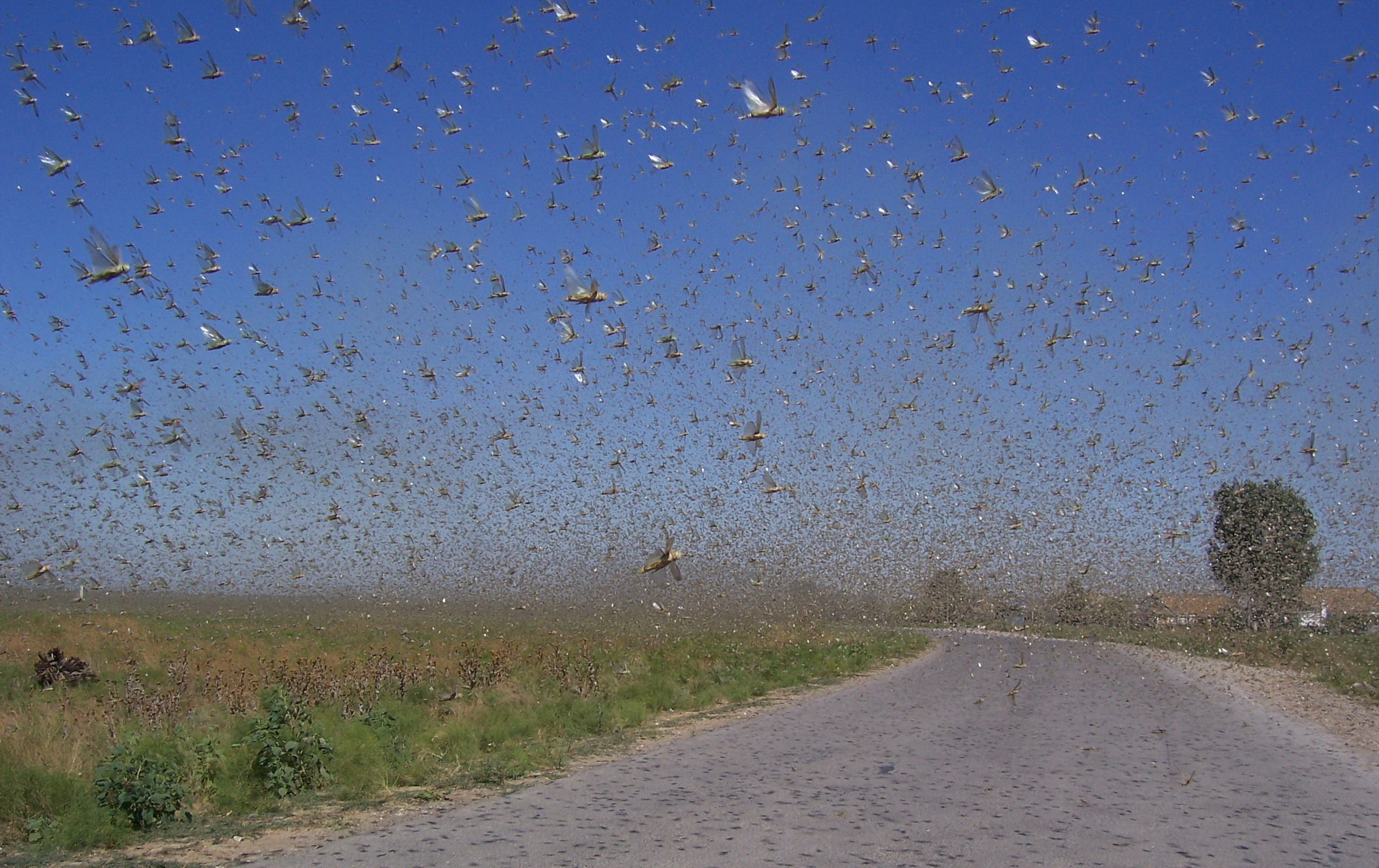
Нашествие саранчи на село Промысловка, Астраханская область, август 2011 года

Бывают стаи саранчи, насчитывающие несколько миллиардов особей. Они образуют «летучие облака» или «тучи», площадь которых может достигать 1000 км2, а общая масса 2-3 тыс. тонн.
Звукоизвлечение у саранчи осуществляется посредством трения задней ноги со специальными бугорками о надкрылья. Когда крылья саранчи трутся друг о друга, раздаётся характерный скрипучий звук. Шум, производимый в полёте стаей из нескольких миллионов насекомых, можно принять за гром.
Первое летописное упоминание о нашествии прузи (саранчи) на Русь относится к 1008 году, результатом которого был массовый голод. Нашествие повторилось в 1094, 1095, 1103 и 1195 годах. Похожие напасти повторялись в XVI—XVII веках.
В 1824 году нашествие саранчи наблюдалось на юге современной Украины, в Херсонской, Екатеринославской и Таврической губерниях, причём на борьбу с ней был откомандирован А. С. Пушкин. Он составил краткий отчёт:
23 мая — Летела, летела
24 мая — И села
25 мая — Сидела, сидела
26 мая — Всё съела
27 мая — Опять улетела.
Крупнейшее за всю историю человечества нашествие саранчи, получившее название рой Альберта, произошло в США в 1875 году. Стая саранчи из штата Техас распространилась на запад, но через некоторое время, произведя колоссальные опустошения, исчезла так же неожиданно, как и появилась.
В июле 2025 года на территории Запорожской области Украины наблюдалось нашествие саранчи со стороны засохшего Каховского водохранилища.  

## Феромон стайности
В 2020 году китайские учёные из Института зоологии Китайской академии наук объявили об установлении феромона, из-за которого саранча перелётная собирается в стаи. Это 4-виниланизол (сокращённо 4VA), который начинает выделяться саранчой уже при сборе в стаю 4—5 особей и стягивает к ним других особей. Находка открывает перспективы новых стратегий в управлении саранчой.
24 ноября 2021 года почта КНР выпустила почтовую марку из серии «Научно-технические инновации» (кит. упр. 科技创新), посвящённую этому открытию, которое в КНР считается одним из пяти главных научно-технических достижений тринадцатой пятилетки. Тираж марки — 7 млн экземпляров.